# À travers la Norvège
Pour plus de détails, voir Fiche technique et Distribution.
À travers la Norvège est un court métrage documentaire muet français produit par Pathé frères, sorti en 1910.

## Fiche technique
- Titre : À travers la Norvège
- Réalisation : inconnu
- Producteur : Charles Pathé
- Société de production : Pathé frères
- Pays d'origine :  France
- Format : Noir et blanc - Muet
- Genre : Film documentaire
- Durée :
- Dates de sortie :
  -  France : avril 1910